# Valentina Kravchenko
Valentina Flegontovna Savitskaya, nascida Kravchenko,(Kemerovo, 9 de janeiro de 1917 - Moscou, 15 de fevereiro de 2000) era uma piloto russa e navegadora de esquadrões no 125º Regimento de Bombardeiros de Mergulho dos Guardas durante a Segunda Guerra Mundial. Ela recebeu o título de Herói da Federação Russa em 10 de abril de 1995.

## Biografia

### Primeiros anos
Valentina Kravchenko nasceu em 9 de janeiro de 1917 em uma família russa em Kemerovo, na Sibéria. Depois de se formar na escola secundária, estudou no aeroclube de Tomsk e mais tarde no Instituto Industrial de Tomsk, antes de ingressar na Kherson Aviation School em 1935. Em 1940, começou a trabalhar como instrutora no aeroclube de Saratov.

### Serviço na guerra
Kravchenko ingressou no Exército Vermelho em 1941 logo após a invasão alemã da União Soviética e frequentou a Escola de Aviação Militar Engels antes de entrar em combate em janeiro de 1943, pilotando um bombardeiro de mergulho Petlyakov Pe-2 na Batalha de Stalingrado, como parte do 587º Regimento de Aviação de Bombardeiros , que mais tarde foi homenageado com a designação de Guardas e renomeou o 125º Regimento de Bombardeiros de Mergulho dos Guardas. Em abril e maio de 1943, Kravchenko participou do bombardeio de fortificações inimigas na ponte Kuban. De julho de 1943 a julho de 1944, ela lutou nas batalhas de Kursk, Smolensk e ofensiva de Yelnya, ajudando tropas soviéticas a avançar em Vitebsk e Orsha e destruindo fortificações defensivas inimigas na Frente Kalinin.
No início de 1945, ela fez bombardeios contra alvos inimigos na Terceira Frente Bielorrussa, destruindo posições de artilharia e atacando tropas inimigas na Prússia Oriental, na Península da Curlândia e no distrito de Skrunda-Priekule. Nos últimos meses da guerra, a partir de 12 de abril, ela participou da ofensiva final para expulsar as forças inimigas da Península da Sambia.
Por suas missões de bombardeio durante a guerra, ela se qualificou para o título de Herói da União Soviética e foi nomeada para ele, mas, diferentemente de vários outros membros de seu regimento, ela não recebeu o título.

### Vida após a guerra
Kravchenko retirou-se das forças armadas depois que seu regimento foi dissolvido em 1947, após o fim da guerra. Pouco depois de deixar as forças armadas, ela se casou, mudando seu sobrenome para Savitskaya. Ela e o marido moravam em Moscou, onde encontrou emprego no Instituto de Pesquisa Espacial. Vários anos após a dissolução da União Soviética, ela recebeu o título de Herói da Federação Russa em 10 de abril de 1995 por suas contribuições à guerra. Savitskaya faleceu em 15 de fevereiro de 2000 e foi enterrado no cemitério Mitinskoe.